# Médard de Noyon
Pour les articles homonymes, voir Saint-Médard.
Médard de Noyon (en latin Medardus), ou saint Médard, ou saint Mard, ce qui est une évolution phonétique normale en français, fut évêque de Noyon, né vers 456 à Salency en Picardie et mort le 8 juin 560 à Noyon. Il est aussi appelé saint Merd dans la Creuse et la Corrèze.
Saint Médard est célébré le 8 juin.

## Famille
Fils de Nectar (ou Nectardus), un noble franc de la cour de Childéric Ier, et de Protagie (ou Protagia c'est-à-dire « première sainte » selon l'étymologie grecque), une noble gallo-romaine qui convertit son futur époux au christianisme en échange de son renoncement à la virginité. Le couple possédait un vaste domaine à Salency.

## Histoire
Médard manifeste une grande compassion pour les plus démunis dès sa plus tendre enfance.
La tradition raconte qu'il donna un jour ses habits neufs à un mendiant aveugle presque nu et que lorsqu'on lui demanda ce qu'il avait fait de ses habits, il répondit qu'il avait été touché par la misère de ce pauvre homme et n'avait pu s'empêcher de lui donner ses habits. Une autre fois il donna un des chevaux dont son père lui avait confié la garde à un pauvre homme qui venait de perdre le sien à la tâche et n'avait pas les moyens d'en acheter un autre. Son père voulant le récupérer rapidement sort de chez lui avec Médard, par une pluie battante. Il est obligé de rebrousser chemin et, constatant que son fils demeure sec, il comprend que son geste était approuvé par Dieu... tandis que Médard acquiert alors son pouvoir sur le temps.
Médard au cœur large donne des aumônes aux indigents, y compris aux paresseux, et des leçons pour mieux s'y prendre aux chapardeurs qui tentent de lui voler son raisin, son bœuf, son miel ou ses œufs.
Il fit ses études ecclésiastiques avec son frère à Vermand près de Saint-Quentin. Alomer, évêque de Vermand, le remarque et l'élève au sacerdoce en 489. Il vécut ensuite à la cour de Childéric Ier, puis de Clovis. Lorsque ce dernier s'installa à Soissons, vers 486, Médard préféra rester à Tournai.
Les tables de l'église de Rouen disent que son frère et lui assistèrent Remi de Reims lors du baptême de Clovis, en 496.
Vers 530, à la mort d’Alomer, il fut nommé à sa place par l'évêque Remi de Reims, à la demande des habitants de Vermand, qui réussirent à le convaincre, car lui-même se trouvait trop âgé pour cette fonction.
Il s'installa dès 531 à Noyon, ce qui est à l'origine du transfert du siège épiscopal. Les motifs restent discutés. La tradition de l'église de Noyon l'explique par une dévastation de Vermand lors des guerres entre les rois mérovingiens et par la présence d'une très petite enceinte à Noyon, plus aisée à défendre. Mais Médard était natif de Salency, village voisin de Noyon. La proximité de la capitale de Soissons peut aussi avoir joué un rôle.
En 532 à la mort de saint Éleuthaire, évêque de Tournai, les habitants de cette ville le réclamèrent comme évêque. Il refusa d'abord mais le roi Clotaire insista et il accepta. Il fut alors nommé par le pape Hormisdas à l'épiscopat de Tournai, unifiant le diocèse de Tournai avec celui de Noyon (union qui dura jusqu'en l'an 1146).
À Tournai il réussit à convertir un grand nombre d'idolâtres et consacra Radegonde au degré de diaconesse.

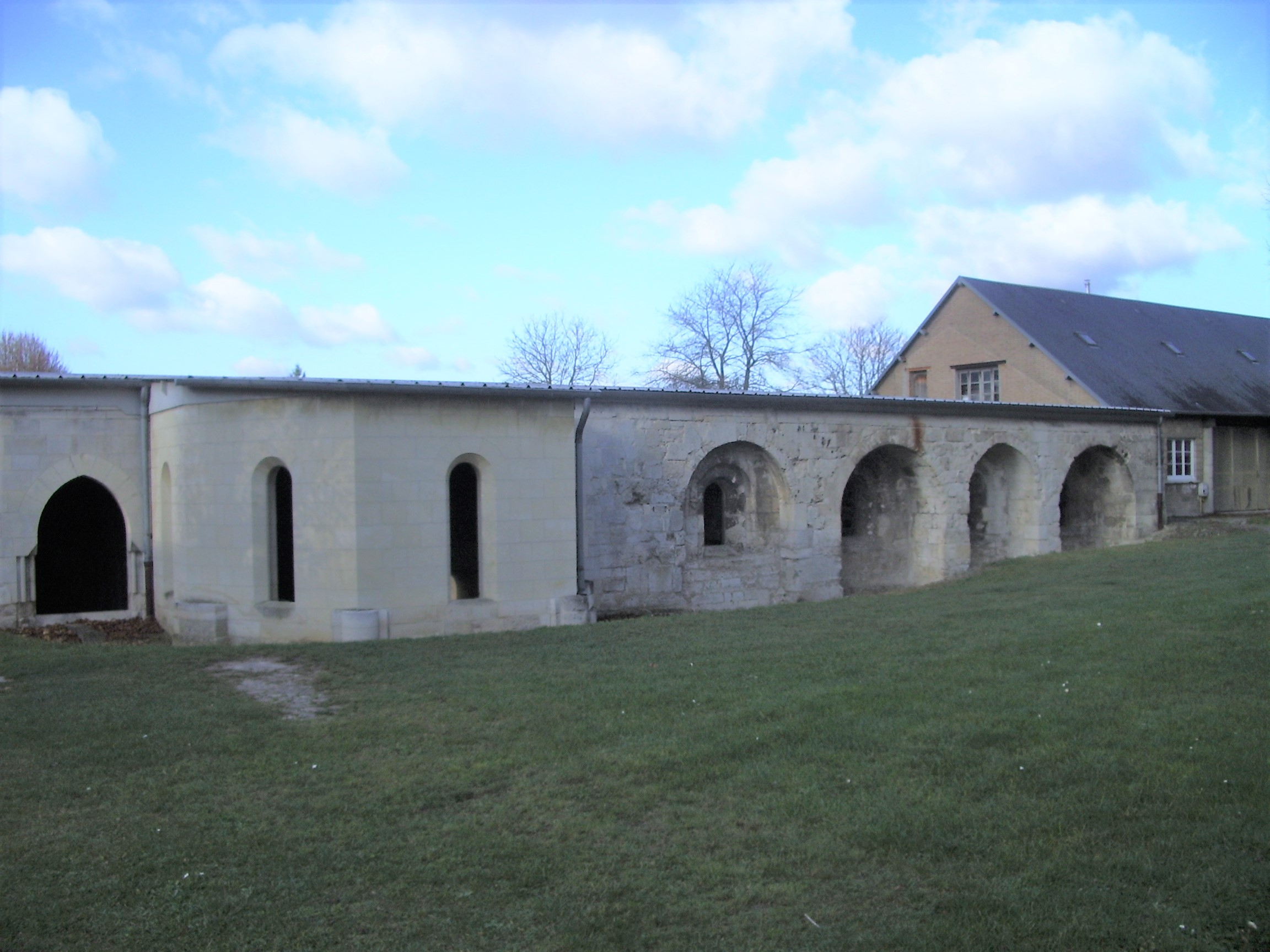
Crypte de l'abbaye Saint-Médard.

Il mourut à Noyon, ses reliques furent transportées près de Soissons où fut érigée l'abbaye Saint-Médard. Des reliques de Médard ont été conservées dans l'église Saint-Médard à Paris et s'y trouvent encore. On retrouve aussi des reliques de saint Médard dans l'église Saint-Rémi-et-Saint-Médard de Rouveroy (Belgique). Cette paroisse a modifié son nom en juin 2010, car auparavant, elle et l'église était seulement sous le patronat de saint Remi, mais depuis plus de 350 ans, la paroisse organise le dimanche le plus proche du 8 juin (jour de Saint-Médard), une procession en son honneur (elle est attestée depuis au moins 1662). C'est pourquoi, les responsables locaux ont demandé à l'évêque de Tournai de pouvoir mettre saint Médard comme deuxième patron de la paroisse, ce qui a bien sûr été accepté par l'évêque de Tournai, Mgr Guy Harpigny.

## La légende
Saint-Médard est l’un des évêques les plus populaires de son époque, sa vie a donc donné lieu à de nombreuses légendes.
L'une dit que lorsqu'il avait 10 ans, il sortit de l'écurie un des chevaux de son père pour le donner à un pauvre homme qui venait de perdre le sien à la tâche. Nector furieux voulut le rattraper mais une pluie diluvienne l'en empêcha et, comble de son étonnement, vit son fils revenir complètement sec. Médard fut en effet protégé de la pluie par un aigle qui avait déployé ses ailes au-dessus de lui. Depuis, l'enfant jouit d'un don lui permettant de « faire la pluie et le beau temps » selon les besoins.
Nous possédons un hymne en l'honneur de saint Médard composé autour de 575 par le roi Chilpéric Ier en latin.
Il est fait référence à saint Médard dans La Légende dorée de Jacques de Voragine : « Vers l'an 490… fleurirent deux frères utérins, saints Médard et Gildard, qui naquirent le même jour, moururent le même jour et furent béatifiés le même jour. » Le martyrologe romain reprend ce récit légendaire : Godard, archevêque de Rouen et Médard seraient frères jumeaux.

## L’iconographie
On le représente la plupart du temps en évêque, avec la crosse épiscopale. Souvent aussi, il a la bouche entrouverte et montre ses dents, parce qu'il était aussi invoqué contre le mal de dent. En plus de sa représentation avec un aigle le survolant, il figure aussi avec un cœur, symbolisant sa charité.

Représentations de saint Médard.
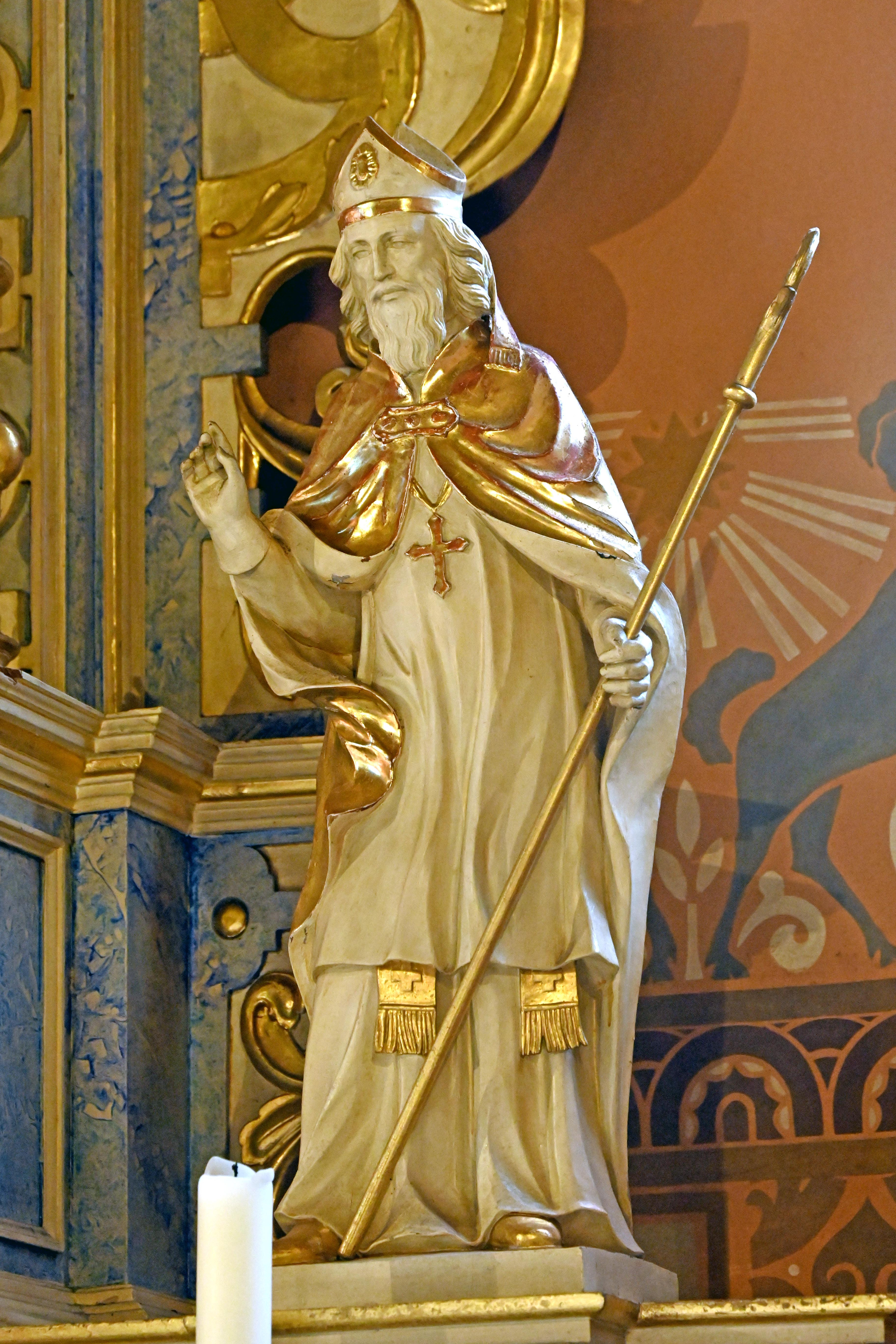
Église d'Esch, en Allemagne.
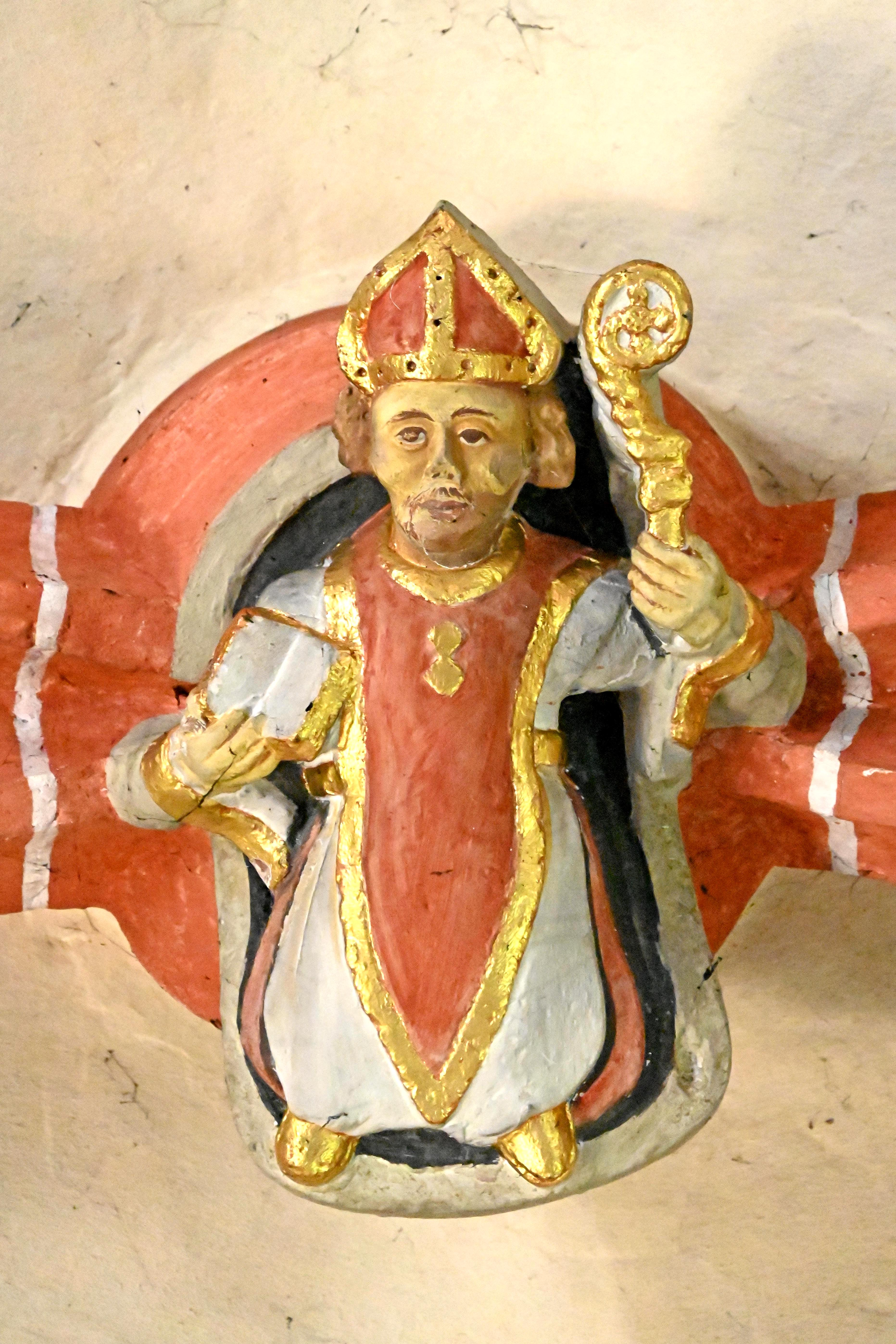
Idem.
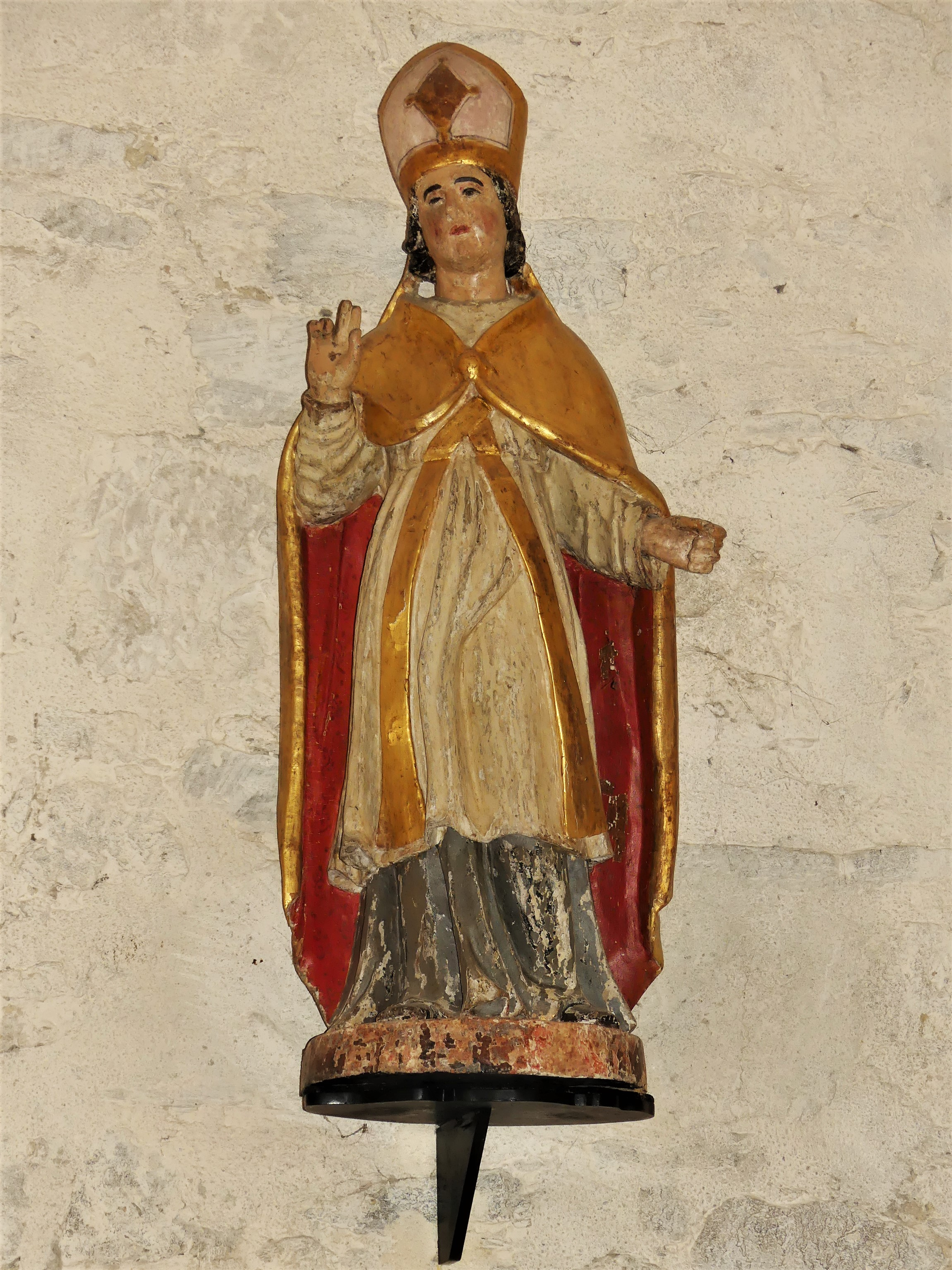
Église de Beyssenac en Corrèze.
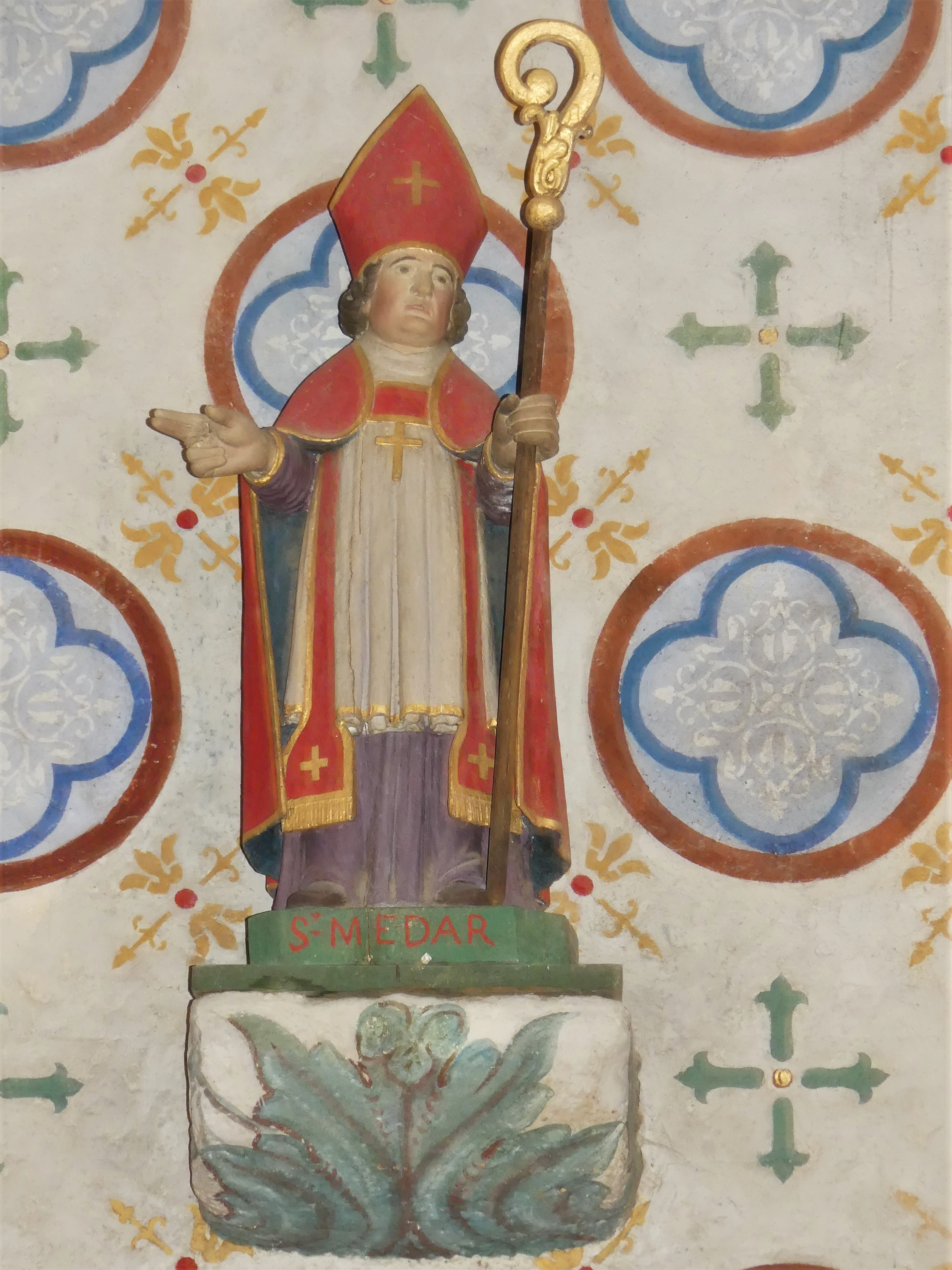
Église de Naillat dans la Creuse.
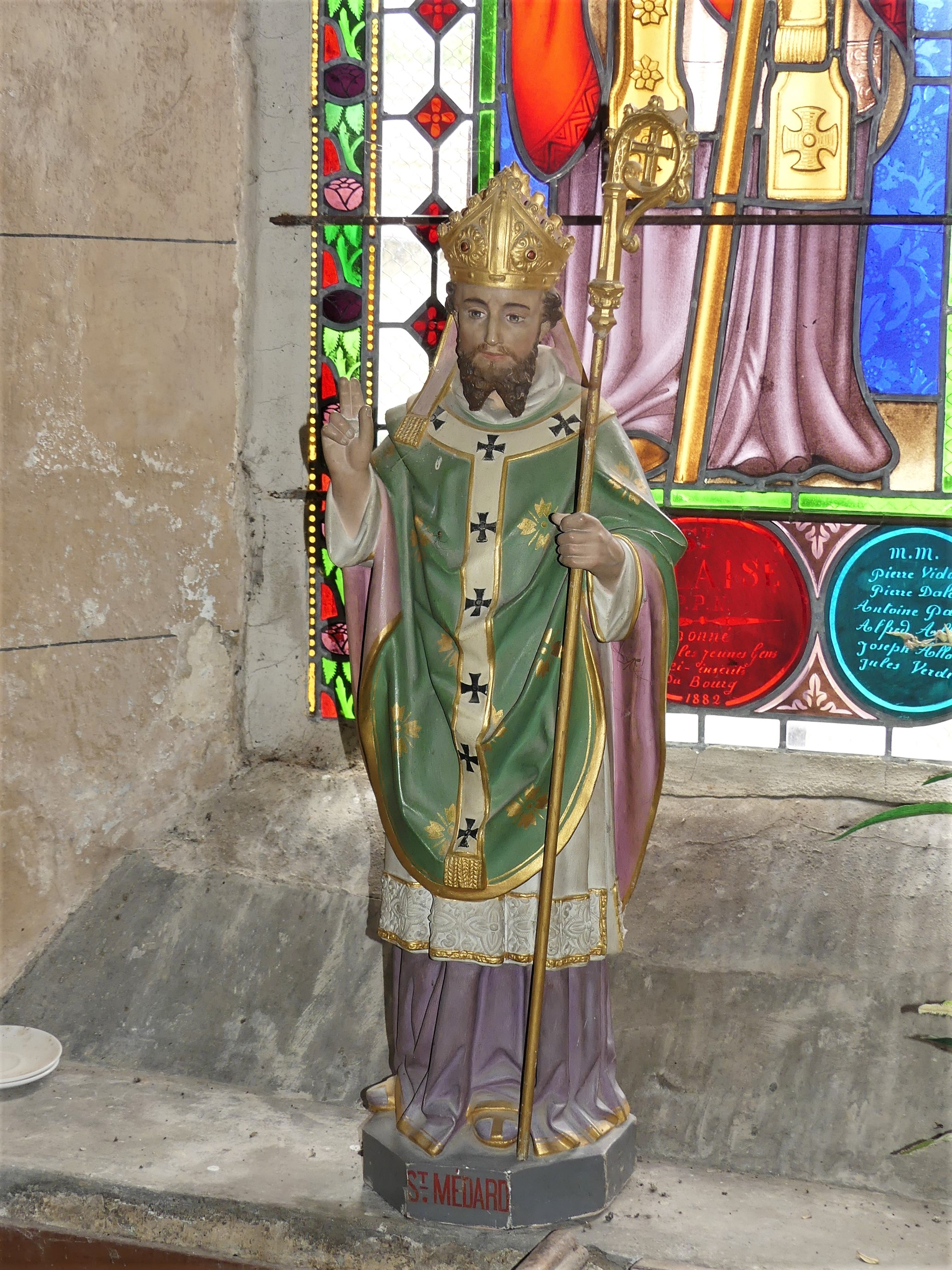
Église de Saint-Merd-la-Breuille dans la Creuse.

## Patronage
Saint-Médard est le patron des personnes emprisonnées, des personnes atteintes d’une maladie mentale ou de migraines et de névralgies, des agriculteurs et des brasseurs[réf. nécessaire]. Il est invoqué contre le mauvais temps, pour (ou contre, selon le cas) la pluie - d'où son surnom de « saint pluvieux », pour le bon déroulement de la moisson et pour le soulagement des maux de dents.
On lui doit l'institution de la Rosière, pour honorer la jeune fille la plus méritante d'un village, en rapport avec le culte de la Vierge Marie.
Saint Médard de Noyon est à l'origine du nom de 58 communes françaises telles que Saint-Merd-les-Oussines et Saint-Merd-de-Lapleau en Corrèze.
Il faut ajouter les toponymes comme Dammard (Aisne), où le premier élément n'est pas SANCTUS, mais DOMINUS, comme dans Dompierre ou Dammarie.
Il est l'un des deux saints patrons du village de Rouveroy (Belgique) où il est particulièrement honoré tous les ans, le premier dimanche de juin, avec une procession en son honneur.
Le conseil communal d'Estinnes (le village de Rouveroy relevant depuis 1977 de la commune d'Estinnes) a décidé lors de sa séance du 25 juin 2018, d'attribuer le nom de "Place Saint-Médard" à la place se trouvant devant l'église de Rouveroy (dédiée à saint Rémy et saint Médard).
Saint Médard est aussi patron de la commune italienne d'Arcevia.

## Les dictons
- « S'il pleut à la Visitation (31 mai), pluie de Saint-Médard continuation. »[10]
- « Du jour de saint Médard en juin, le laboureur se donne le soin. »[10]
- « Le temps sera à la moisson, comme à la Saint-Médard nous l’avons. »[10]
- « Pleurs de Saint-Médard, quarante jours bousards. »[10]
- « Pluie de Saint-Médard, tarit le vin et coupe le lard. »[10]
- « Quand il pleut à la Saint-Médard, il y a des russes[11] dans le blé noir. »[10]
- « Quand saint Médard ouvre les yeux, écoute voir s’il pleut. »[10]
- « Saint Médard, beau et serein, promet abondance de grain. »[10]
- « Saint Médard éclairci, fait le grenier farci. »[10]
- « Saint Médard, c'est le meilleur jour pour semer le blé noir. »[10]
- « Saint Médard, grand pissard, fait boire le pauvre comme le richard. »[10]
- « Saint Médard, planteur de choux, mangeur de lard. »[10]
- « S'il pleut à la Saint-Médard, le quart des biens est au hasard. »[10]
- « Ce que Saint-Médard fait, Saint-Barnabé le défait. »[10]
- « Quand il pleut à la Saint-Médard, prends ton manteau sans nul retard ; mais s'il fait beau pour Saint-Barnabé, qui lui coupe l'herbe sous le pied, ton manteau chez toi peut rester ; enfin s'il pleuvait ces deux jours, tu aurais encore Saint-Gervais accompagné de Saint-Protais qui le beau temps va ramener[12]. »
- « S'il pleut à la Saint-Médard, il pleut quarante jours plus tard, à moins que Saint-Barnabé (11 juin) ne lui coupe l'herbe sous le pied. »[13]
- « S'il pleut pour Saint-Médard, l’été sera bâtard, à moins que Saint-Barnabé qui vient derrière, ne lui coupe l'herbe sous le pied. »[10]
- « Si Saint-Médard est un grand pissard, Saint-Barnabé, Dieu soit loué lui reboutonnera la culotte »[14]
- « De Barnabé, la journée clairette, Saint-Médard, rachète. »[10]
- « Le soleil de Saint-Barnabé, à Saint-Médard casse le nez. »[10]
- « Quand il pleut pour la Saint-Médard, il pleut quarante jours plus tard, à moins que Saint-Gervais (19 juin) soit beau, et tire Saint-Médard de l’eau. »[10]
- « Quand il pleut le jour de la Saint-Médard, pendant quarante jours faut prendre son riflard. »[15]